# Al-Mustansir (califfo abbaside del Cairo)
Abu'l-Qasim Ahmad al-Mustansir (in arabo ﺍﻟﻤﺴﺘﻨﺼﺮ ﺑالله‎?; ... – 28 novembre 1261) è stato il laqab del primo califfo abbaside del Cairo.
Il suo nome era Abū l-Qāsim Aḥmad b. al-Ẓāhir Muḥammad ed era figlio del terzultimo Califfo abbaside, Al-Zahir bi-amr Allah, che aveva regnato dal 1225 al 1226. Succedette nel 1261 ad al-Musta'sim, ucciso nel 1258 dai Mongoli di Hulegu subito dopo aver conquistato e distrutto la città di Baghdad. Fatto prigioniero in quei drammatici giorni, fu però rimesso presto in libertà e, grazie all'aiuto di alcuni beduini, trovò immediato asilo nelle zone tribali del settentrione iracheno.

## L'arrivo al Cairo di al-Mustanṣir
L'assunzione del Califfato fu peraltro irrituale, essendo stato riconosciuto Amīr al-muʾminīn (Comandante dei credenti) dal Sultano mamelucco Baybars al Cairo, dopo che questi l'aveva ricevuto con grandi onori e col ben preciso progetto di farsi accettare come legittimo governante di Egitto, Siria, Jazira, Yemen e Hijaz, con le due Città Sante di Mecca e Medina. L'irrisolta crisi dinastica degli Ayyubidi, causata dalla  mancanza di eredi maschi, era stata in qualche modo risolta, in modo relativamente incruento, col matrimonio contratto da Shajar al-Durr, vedova dell'ultimo Sultano ayyubide, al-Ṣāliḥ Ayyūb, col comandante delle formazioni militari mamelucche al servizio degli Ayyubidi, ma i Mamelucchi erano pur sempre considerati, agli occhi dei dottori islamici, schiavi e liberti usurpatori del potere che era stato istituito da Saladino e sanzionato dal Califfo dell'epoca.

Il Califfo abbaside superstite garantiva invece loro, nella sua nuova residenza califfale del Cairo, sia pure senza alcun reale potere decisionale, la piena legittimità formale dei Mamelucchi.
Dagli stessi Arabi che l'avevano ospitato, Abū l-Qāsim Aḥmad  fu quindi portato nella capitale egiziana il 9 giugno 1261. Già il 13 giugno fu intronizzato con ogni onore da Baybars con la prevista e necessaria bayʿa da parte del Sultano mamelucco e di tutta la sua corte sultanale.

## La battaglia di al-Anbar
L'impegno più urgente, in cui egli fu impegnato personalmente, fu lo scontro armato con Bahādur al-Khwarizmī, lo shiḥna mongolo di Abaqa che voleva impedire ad al-Mustanṣīr e al piccolo contingente affidatogli da Baybars, di prendere formale possesso dell'antica capitale dei suoi avi.

La battaglia ebbe luogo presso al-Anbar il 28 novembre del 1261 e, in quella circostanza, al-Mustanṣīr ricevette l'appoggio di 600 cavalieri di Abū l-ʿAbbās Aḥmad b. al-Ḥasan.
Fu sconfitto duramente, anche se non clamorosamente, dal momento che le forze mongole guidate da Qara Bughā (lett. "Toro nero") erano decisamente sovrastanti.

Il Califfo morì nello scontro, mentre Abū l-ʿAbbās Aḥmad b. al-Ḥasan fuggì alla volta del Cairo, dove gli fu attribuita il 16 novembre del 1262 la carica califfale rimasta vacante e dove trascorse, col laqab di al-Ḥākim, "un quarantennio ricco di pomposi formalismi e sfarzose cerimonie, del tutto scevri di potere."